# Manuel Rafael Belaúnde
Manuel Rafael Belaúnde fue un abogado y político peruano. Se desempeñó como juez de primera instancia y vocal de la Corte Superior de Tacna.
Nació en Tacna en 1820. Fue hijo de Pedro José Belaúnde López de la Huerta y Maria Micaela Villabaso Lopez de la Huerta.
En 1860 fue elegido miembro del Congreso Constituyente de 1860 por la provincia de Arica del Departamento de Moquegua que expidió la Constitución de 1860, la que tuvo un mayor tiempo de vigencia. Belaúnde participó activamente en los debates constitucionales que llevaron a la creación de este documento.
Luego fue elegido diputado en representación de la misma provincia para el Congreso Ordinario de 1860 que estuvo en mandato hasta 1863 y en 1864.